# Вишнёвое (Измаильский район)
Вишнёвое (укр. Вишневе; до 2024 года — Першотравневое} — село в Измаильском районе Одесской области, центр одноимённого сельского совета. Население составляет 2046 человек.

## География
Село располагается в Гасанском заливе озера Катлабух. Расстояние до районного центра составляет 50 км, в 19 км находится железнодорожный разъезд Котлабух..

## История
Село было основано в 1813 году и первоначально носило название Гасан-Аспага. В 1918 году в нём была установлена советская власть. В период румынской оккупации Бессарабии население приняло активное участие в Татарбунарском восстании 1924 года. В 1925 году действовавшая в селе подпольная коммунистическая организация была раскрыта румынской полицией, члены организации были арестованы вместе с участниками восстания. В 1940 году село было возвращено СССР в процессе присоединения Бессарабии и Северной Буковины.
В Великой Отечественной войне участвовали 267 жителей села, 180 из них были удостоены медалей и орденов СССР. 90 человек погибли на поле боя.
В послевоенный период в селе находилась центральная усадьба колхоза им. Октябрьской революции, неоднократно удостаивавшегося государственных наград.
В 1945 году Указом ПВС УССР село Гасан-Аспага переименовано в Першотравневое.

## Происхождение названия
Село было переименовано в честь праздника весны и труда Первомая, отмечаемого в различных странах 1 мая; в СССР он назывался Международным днём солидарности трудящихся.
На территории Украинской ССР имелись 50 населённых населённых пунктов с названием Першотравневое и 27 — с названием Первомайское.

## Население и национальный состав
По данным переписи населения Украины 2001 года распределение населения по родному языку было следующим (в % от общей численности населения):
По Першотравневому сельскому совету: украинский — 90,27 %;русский — 3,27 %; белорусский — 0,05 %; болгарский — 2,15 %; армянский — 1,12 %; гагаузский — 0,24 %; молдавский — 2,59 %.

## Инфраструктура
По состоянию на 1970-е годы в селе действовали средняя школа, дом культуры, две библиотеки с книжным фондом в 30000 экземпляров, историко-краеведческий музей, фельдшерско-акушерский пункт, родильный дом, детский сад и отделение связи.

## Достопримечательности
В Першотравневом находятся памятник погибшим в Великую Отечественную жителям села и памятник Владимиру Ильичу Ленину, а также Ульяне Громовой (на территории школы).
В окрестностях села находятся остатки поселений позднего бронзового века (конец II тысячелетия до н. э.), первых веков н. э. со смешанным населением (в том числе славянами черняховской культуры), а также поселения Киевской Руси IX—X веков.

## Выдающиеся жители
- Черниченко, Евдокия Онуфриевна — Герой Социалистического Труда.

### Сноски
1. ↑  население на тот момент составляло 2862 человека